# Petroselinsäure
Petroselinsäure ist eine einfach ungesättigte Fettsäure aus der Gruppe der Omega-12-Fettsäuren. Das trans-Isomer ist die Petroselaidinsäure (trans-6-Octadecensäure), welche in verschiedenen Pflanzen zusammen mit der Petroselinsäure vorkommt. Sie ist außerdem isomer zu anderen einfach ungesättigten C18-Säuren, wie Ölsäure und Vaccensäure.

## Geschichte
Petroselinsäure wurde erstmals 1909 aus dem Samenöl der Petersilie isoliert, wurde aber zunächst irrtümlich für eine Omega-6-Fettsäure gehalten. Kurze Zeit später wurde sie in weiteren Doldenblütlern, Anis und Fenchel, nachgewiesen. Die erste Pflanze aus einer anderen Familie, in der Petroselinsäure nachgewiesen wurde, war Efeu aus der Familie der Araliengewächse.

## Vorkommen
Petroselinsäure kommt als Ester des Glycerins – also als Glycerid – in verschiedenen Ölen und Fetten vor.
In der Familie der Doldenblütler ist Petroselinsäure weitverbreitet; außer in Petersilie (bis zu 76 %), Anis und Fenchel auch im Riesen-Bärenklau und in anderen Arten der Gattung Fenchel. Korianderöl enthält bis über 70 % Petroselinsäure. Sie kommt auch in der Gattung Thapsia vor.
Außer im Efeu kommt Petroselinsäure in den Ölen weiterer Araliengewächse vor, in dem der Zimmeraralie zum Beispiel zu etwa 96 %.
In anderen Pflanzenfamilien wurde sie außerdem in Picrasma quassioides, Griselinia littoralis (Gattung Griselinia; etwa 50 %) und der Japanischen Aukube, in Ternstroemia japonica nachgewiesen. Außerdem kommt sie in einigen Wolfsmilchgewächsen vor, so in Mallotus japonica und in der Rinde von Jatropha glandulifera. Picramnia-Arten (Familie Picramiaceae), deren Hauptfettsäure die Taririnsäure ist, enthalten auch einige Prozent Petroselinsäure.
Petroselinsäure wurde auch in menschlichen Fetten nachgewiesen, so an den Haaren, Nägeln und auf der Haut.

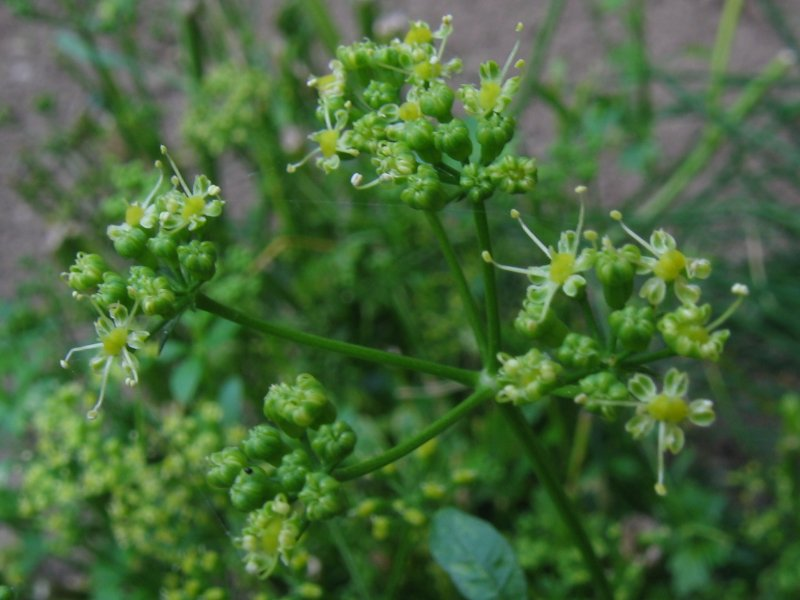
Petersilie
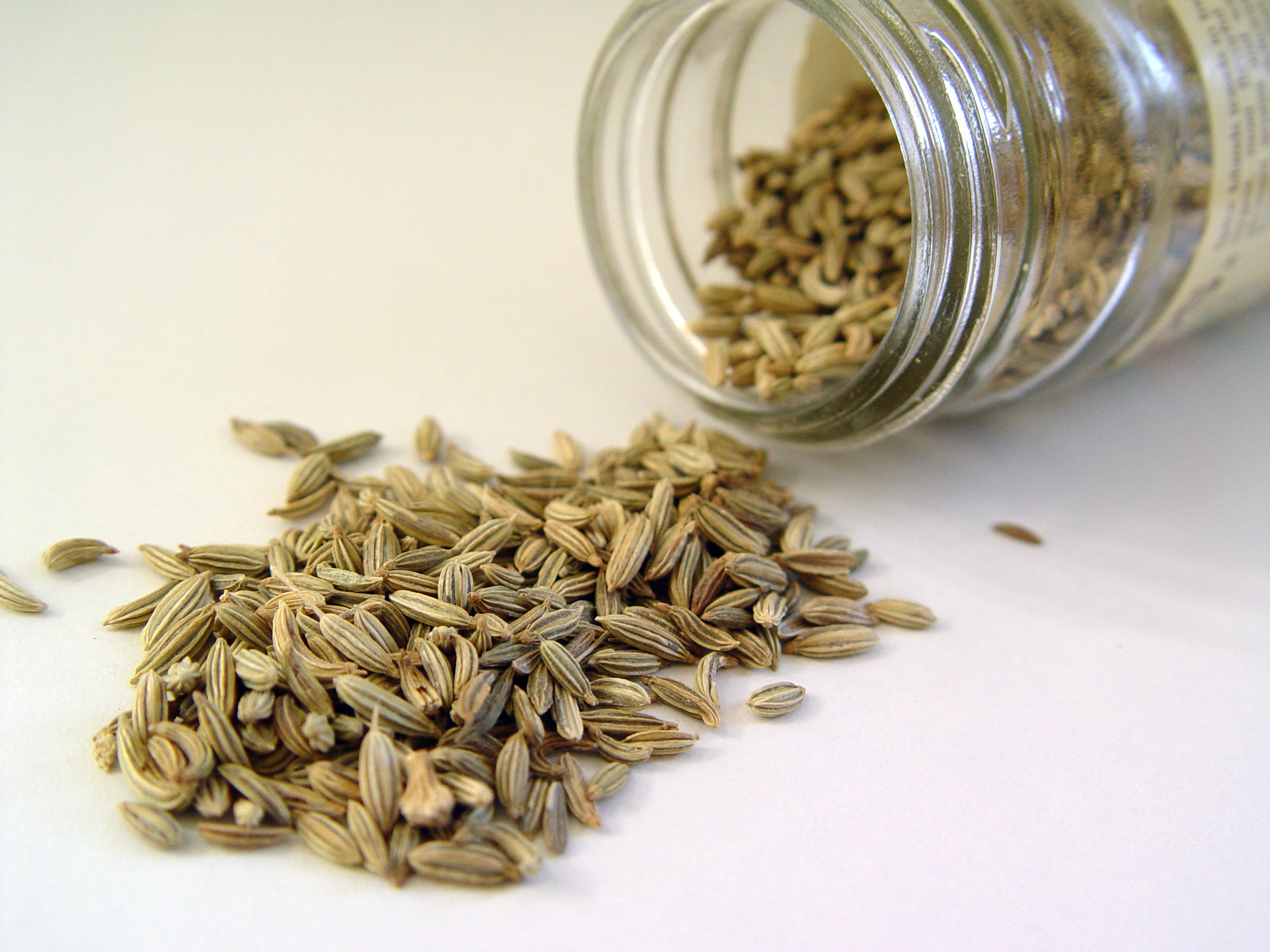
Fenchelsamen
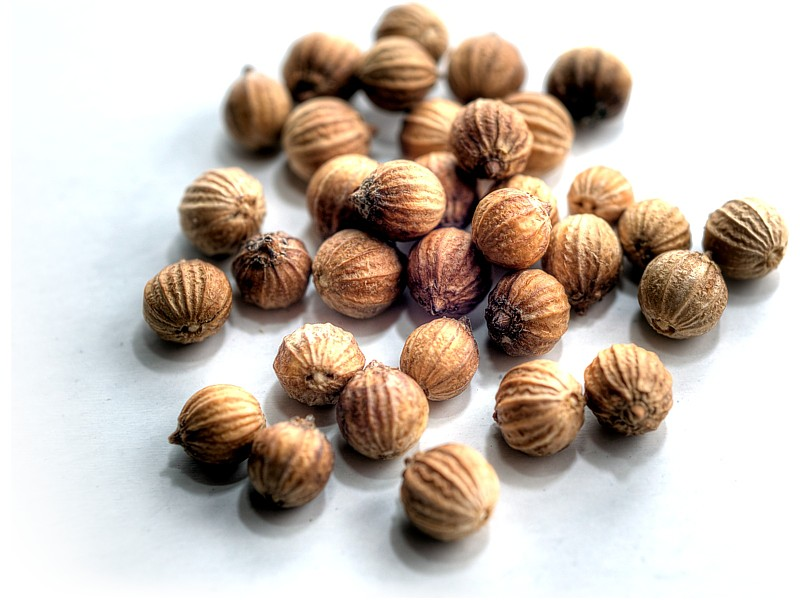
Koriandersamen
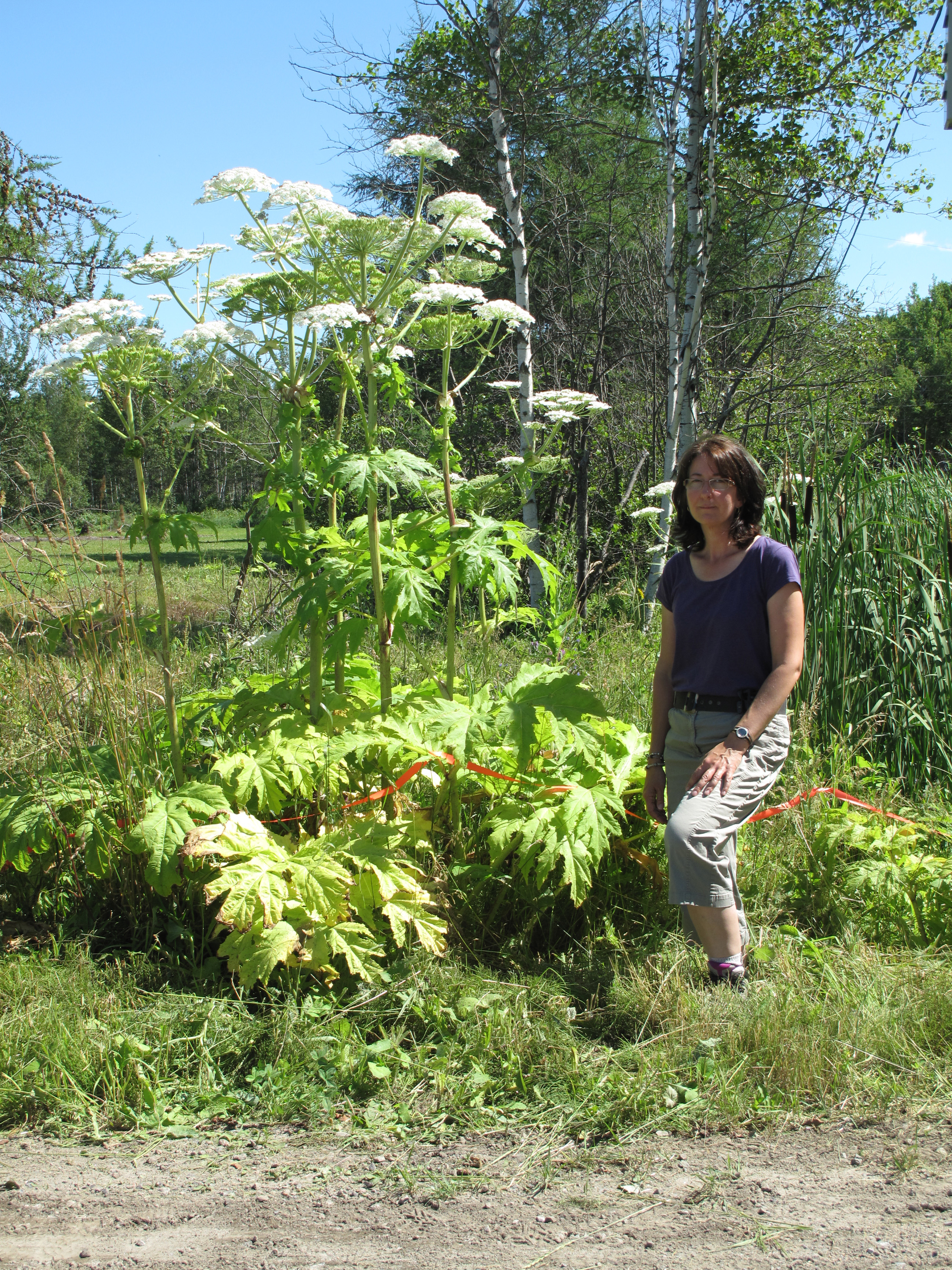
Riesen-Bärenklau
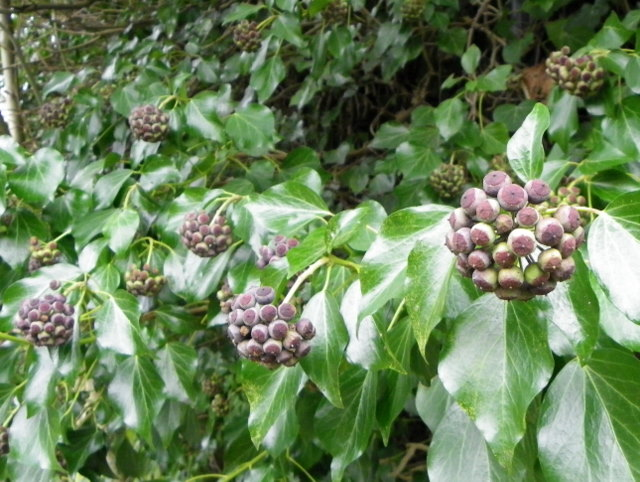
Efeu mit Früchten
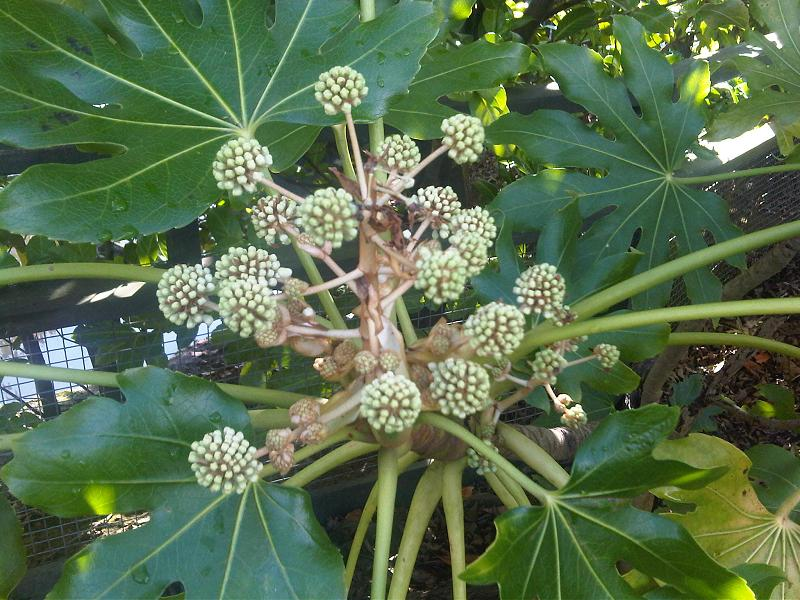
Zimmer-Aralie

## Biosynthese
In Koriander wird Petroselinsäure durch eine Desaturase gebildet. Die Gencluster, die für die Biosynthese von Petroselinsäure nötig sind, wurden ebenfalls identifiziert.

## Gewinnung und Darstellung
Zum ersten Mal in reiner Form gewonnen wurde Petroselinsäure durch Verseifung des Samenöls von Petersilie und Harnstoff-Extraktiv-Kristallisation der erhaltenen Fettsäuren. In ähnlicher Weise kann sie aus Fenchelöl extrahiert werden. Sie kann auch aus transgenem Tabak gewonnen werden.
Synthetisch ist Petroselinsäure beispielsweise durch Hydrierung von Taririnsäure zugänglich.

## Eigenschaften
Petroselinsäure kristallisiert in zwei verschiedenen Kristallstrukturen, die als niedrigschmelzende und hochschmelzende Phase bezeichnet werden. Die niedrigschmelzende Phase, die unter 18,7 °C die stabilere ist und bei 28,5 °C schmilzt, kristallisiert in orthorhombischen Kristallsystem, in der Raumgruppe Pbca, mit a = 7,311 Å, b = 5,565 Å, c = 88,01 Å, sowie 8 Formeleinheiten pro Elementarzelle. Die hochschmelzende Phase, die über 18,7 °C die stabilere ist und bei 30,5 °C schmilze, kristallisiert im triklinen Kristallsystem, in der Raumgruppe P1, mit a = 5,359 Å, b = 8,874 Å, c = 41,391 Å, α = 90,49°, β = 89,12°, γ = 113,81°, sowie 4 Formeleinheiten pro Elementarzelle. Die Umwandlung von der niedrigschmelzenden zur hochschmelzenden Phase kann durch lokalen mechanischen Stress, beispielsweise durch Stechen mit einer Nadel, induziert werden und verläuft sehr schnell.
Petroselinsäure wirkt antibakteriell gegen Staphylococcus aureus. Sie besitzt im Vergleich zu Ölsäure stärkere Hemmwirkung gegenüber Bakterien, eine geringere Hemmwirkung auf die Zellteilung sowie den langsameren biologischen Abbau.

## Reaktionen
Durch Oxidation mit Kaliumpermanganat kann die Petroselinsäure in Laurinsäure und Adipinsäure gespalten werden. Analog kann sie auch mittels Ozonolyse gespalten werden. Durch Reduktion der erhaltenen Laurinsäure mit Natriumborhydrid kann auch Laurylalkohol erhalten werden. Petroselinsäure kann durch Einwirkung von salpetriger Säure oder Ultraviolett-Strahlung zur trans-Form, Petroselaidinsäure, isomerisiert werden.
Die Geschwindigkeit der Hydrierung von Fettsäuren mit Platinschwarz hängt von der Position der Doppelbindung ab. Je weiter diese von der Säuregruppe entfernt ist, desto schneller die Hydrierung. Petroselinsäure reagiert demnach langsamer als Ölsäure.

## Nachweis
Der Nachweis und die Gehaltsbestimmung von Petroselinsäure wie auch anderer Fettsäuren in Fetten wird in der Regel durch Gaschromatographie der Methylester durchgeführt; ergänzend kann eine Trennung der ungesättigten Isomere mit Silbernitrat-Dünnschichtchromatographie erfolgen.

## Verwendung
Petroselinsäure wird als Bestandteil von kosmetischen Zubereitungen verwendet.
Die Verwendung von Petroselinsäure als Ausgangspunkt für die Produktion von Laurinsäure wurde untersucht. Unter Laborbedingungen wurde sie als Substrat für die biotechnologische Herstellung von Sophorolipiden verwendet.